# Borostomias elucens
Borostomias elucens és una espècie de peix de la família dels estòmids i de l'ordre dels estomiformes.

## Morfologia
- Els mascles poden assolir 35 cm de longitud total.[4][5]

## Alimentació
Menja peixos i crustacis.

## Hàbitat
És un peix marí i d'aigües profundes que viu entre 500-2.500 m de fondària.

## Distribució geogràfica
Es troba a l'Atlàntic oriental (des de Madeira fins a Angola), l'Atlàntic occidental (el Golf de Mèxic i l'oest del Carib), les Guaianes, l'Índic i el Pacífic.